# Marcodava egenaria
Marcodava egenaria är en fjärilsart som beskrevs av Walker 1863. Marcodava egenaria ingår i släktet Marcodava och familjen mätare. Inga underarter finns listade i Catalogue of Life.